# 三叶角菱蟹
三叶角菱蟹（学名：Ceratocarcinus trilobatus）为菱蟹科角菱蟹属的动物。分布于日本以及中国大陆的福建等地，生活环境为海水，多与腔肠动物海棘头属物种共栖。